# Port Richmond
Port Richmond is een wijk van het New Yorkse stadsdeel Staten Island. Het ligt in het noorden van het eiland aan de Kill Van Kull. en wordt bestuurd door de Staten Island Community Board 1. Het was een van de eerste nederzettingen op Staten Island, en was in de 19e eeuw een belangrijke havenplaats.

## Geschiedenis
In 1696 werd een begraafplaats gesticht in het gebied voor de inwoners van het noorden van Staten Island. Rond de begraafplaats ontstond een nederzetting. In het begin van de 18e eeuw werd een Nederlands Hervormde kerk gebouwd. De kerk werd door brand verwoest, en de huidige kerk dateert uit 1824.
De plaats werd oorspronkelijk The Burial Ground (de begraafplaats) genoemd, maar heeft later vele andere namen gehad. Het begon zich te ontwikkelen als belangrijke havenplaats en industrieel centrum. In de jaren 1830 werden door de familie Haughwout de straten uitgetekend volgens een schaakbordpatroon. In 1866 werd Port Richmond als dorp opgericht met een eigen lokaal bestuur. De naam was een suggestie van dominee James Brownlee van de Nederlandse Hervormde kerk.
Er werden veerdiensten opgericht naar New York en naar New Burnswick in New Jersey. In 1886 werd Station Port Richmond geopend aan de North Shore branch van de Staten Island Railway. In 1898 werd Staten Island geannexeerd door de stad New York en werd Port Richmond een ward (wijk) van New York.
In 1931 werd de Bayonne Bridge geopend die Bayonne in New Jersey verbindt met Staten Island. De brug bevindt zich in het westen van Port Richmond. In 1953 werd het station gesloten vanwege de concurrentie met de auto. In 1962 werden de veerdiensten opgeheven. Het centrum van Port Richmond was een belangrijk winkelgebied voor de omgeving, maar de komst van grote winkelcentra maakten de winkels minder aantrekkelijk. De opening van het grote Staten Island Mall in het naburige New Springville in 1973 betekende het einde van veel middenstand in Port Richmond.
Vanaf de jaren 1990 vestigden veel Mexicanen zich in Port Richmond. In 1990 waren er 950 inwoners van Mexicaanse afkomst, maar in 2008 was het toegenomen tot 8.400. In het begin van de 21e eeuw was er sprake van etnisch geweld tussen de Afro-Amerikaanse en Mexicaanse bevolkingsgroepen.

## Demografie
In 2020 telde de wijk Port Richmond 22.609 inwoners. 17,6% van de bevolking is blank; 6,9% is Aziatisch; 22,7% is Afro-Amerikaans en 49,1% is Hispanic ongeacht ras of etnische groepering. Het gemiddelde gezinsinkomen was in 2019 met US$56.595 beneden het gemiddelde van de stad New York ($72.108).

## Bekende inwoners
- Aaron Burr (1756-1836), politicus en de derde vicepresident van de Verenigde Staten. Overleden in Port Richmond.[10]
- Cornelius Vanderbilt (1794-1877), ondernemer, industrieel en spoorwegmagnaat. Geboren in Port Richmond.[11]

## Galerij

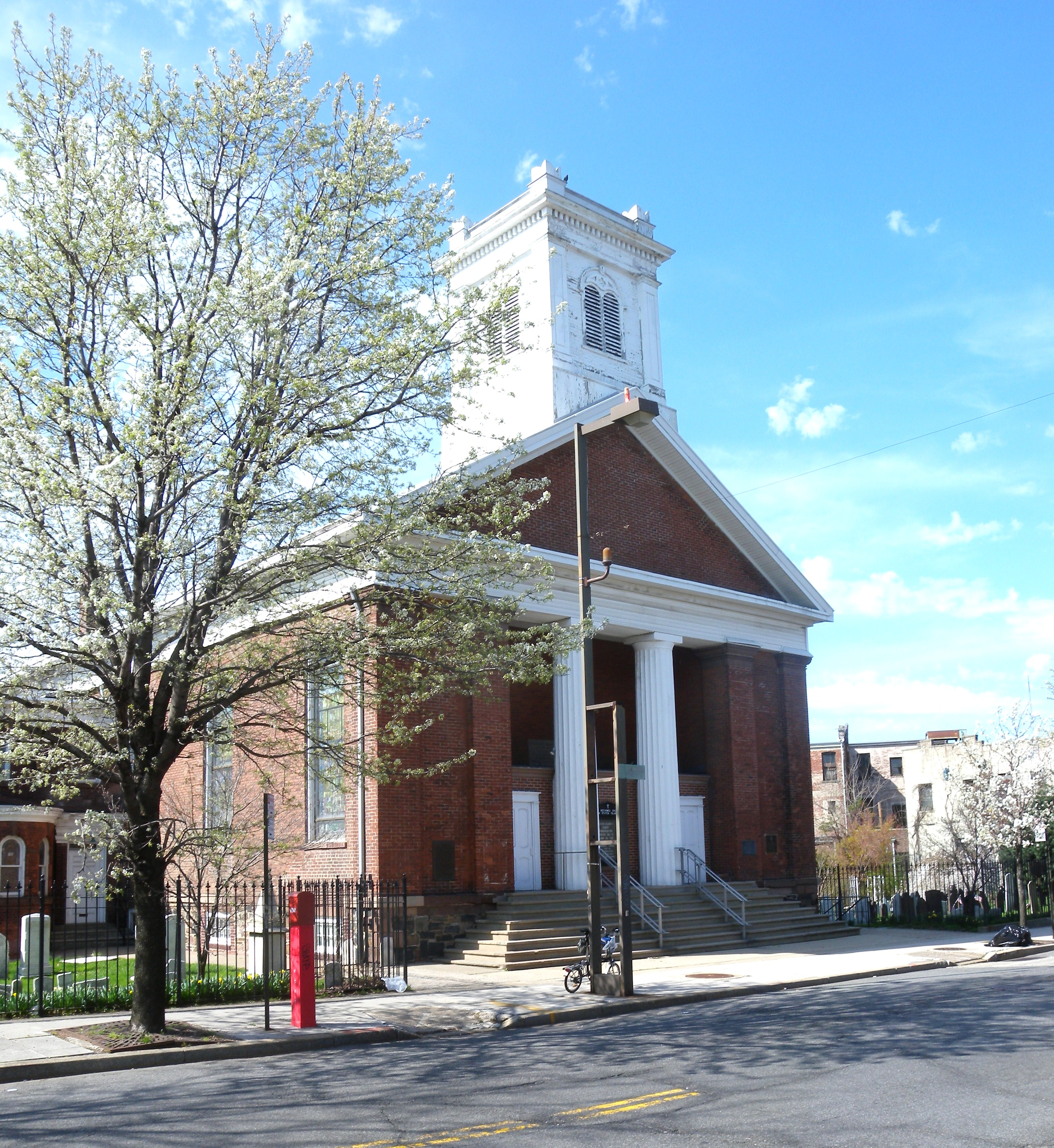
Nederlands Hervormde kerk
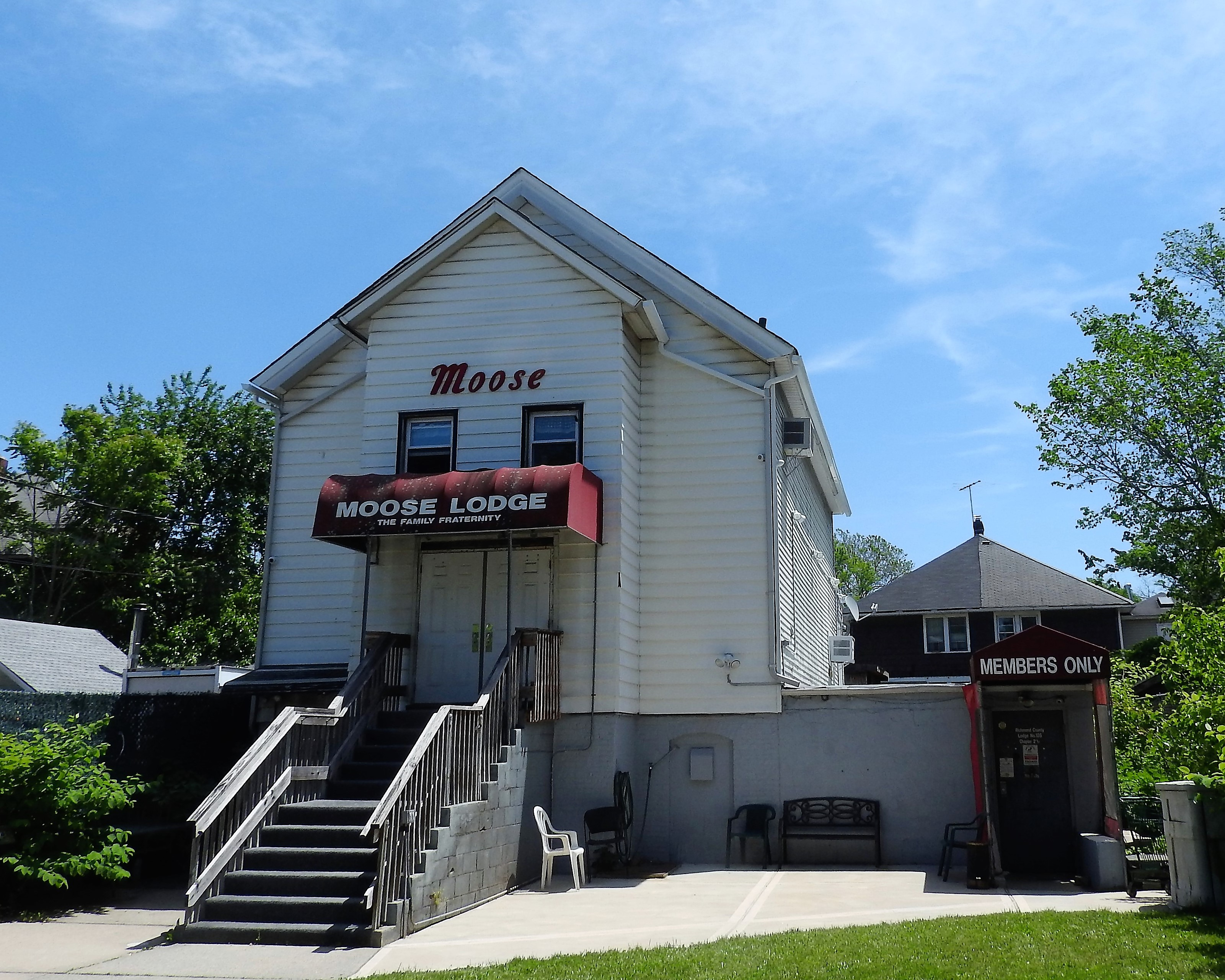
Moose Lodge
Ansichtkaart van het centrum van Port Richmond met trams
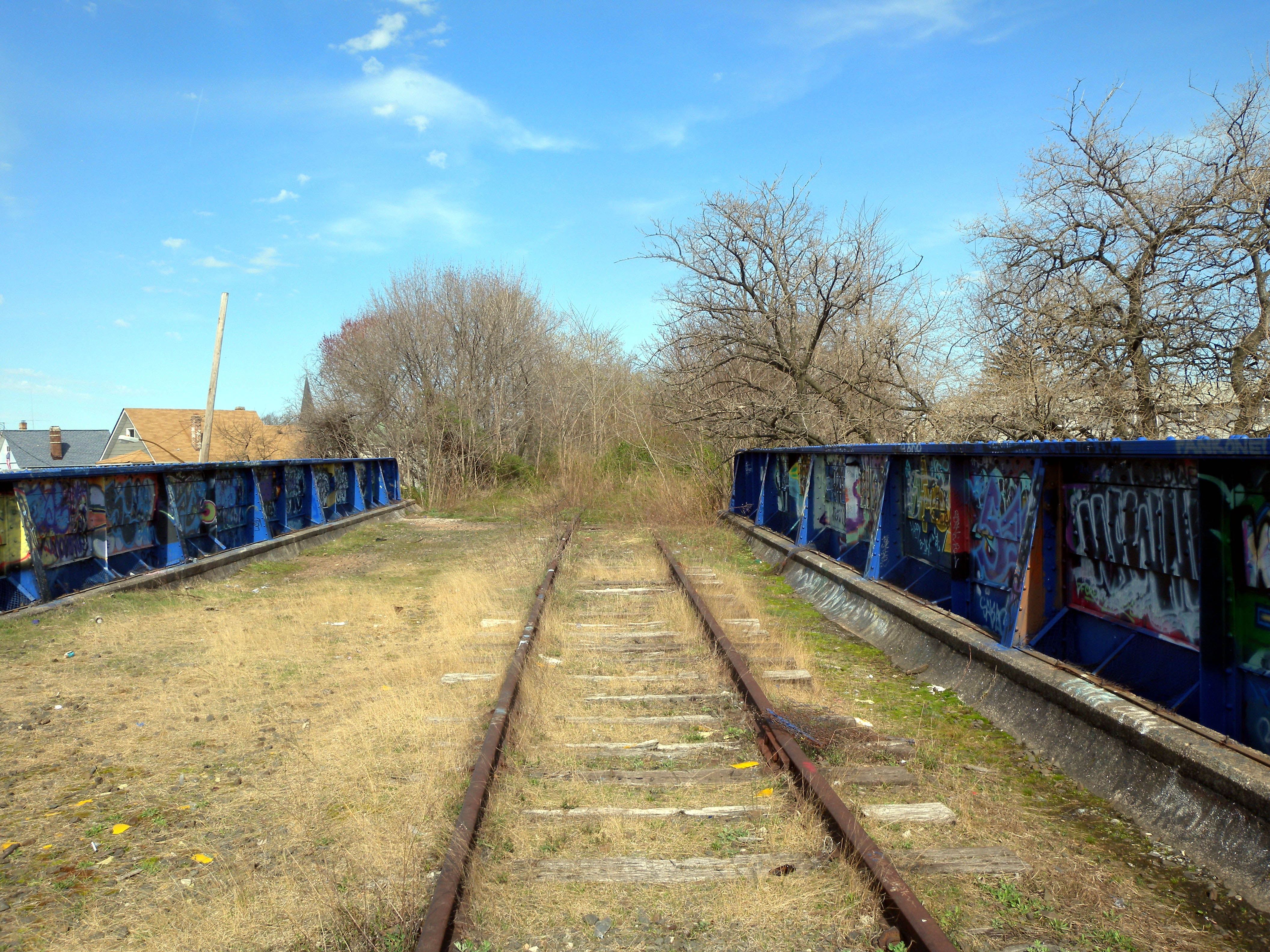
Verlaten spoorlijn

Great Kills · New Dorp · Port Richmond · Rossville (Sandy Ground) · South Beach · St. George · Todt Hill · Tottenville